# Maldraso
Maldras Maldras anche in spagnolo, galiziano, 
portoghese e catalano (inizio V secolo – febbraio 460) è stato re dei Suebi di Gallaecia, dal 457 fino alla sua morte.

## Origine
Secondo il Diccionario biográfico español, Real Academia de la Historia, Maldraso era nato da un nobile suebo, Massilia, di cui non si conoscono gli ascendenti e da una donna di cui non si conoscono né il nome né gli ascendenti, verso l'inizio del V secolo.

## Biografia
Dopo la morte del re dei Suebi, Rechiaro, nel 456, i Visigoti invasero il Regno suebo, occupando gran parte della penisola iberica e Aiulfo divenne responsabile del Regno suebo in Gallaecia, con l'appoggio del re dei visigoti Teodorico II; secondo Idazio però il goto, Aiulfo disertò e si autoproclamo re, come riportano anche Hispania tardoantigua y visigoda e Ideología, simbolismo y ejercicio del poder real en la monarquía visigoda.

Una parte di Svevi però non accettò Aiulfo come re, ma nominò un altro re, Maldraso, come conferma Idazio. Aiulfo si trovò a dover fronteggiare Maldraso, che gli contendeva la corona reale.
Nel giugno del 457, a Castro do Porto, come conferma Idazio, Aiulfo fu assassinato da Maldraso che lo sostituì sul trono.

Secondo Giordane, invece Aiulfo fu attaccato e sconfitto da Teodorico II, che lo catturò e lo giustiziò, come conferma anche il Diccionario biográfico español, Real Academia de la Historia.
Una parte dei Suebi però aveva eletto un altro re: Framta, come conferma Isidoro di Siviglia (Mox bifarie diuisi pars Frantan, pars Maldra regem appellant); anche Idazio riporta che una parte dei Suebi parteggiava per maldraso ed una parte per Framta (Equibus pars Frantamen, pars Maldras regem appellant).
Durante il suo regno, ebbe buono rapporti con Vandali e Visigoti, ma si acuirono i conflitti che opponevano i nativi (detti Galaicos) alla classe dominante, gli Svevi di origine germanica; sempre secondo Idazio, Maldraso fece parecchie incursioni in Lusitania, saccheggiando la città di Lisbona con l'inganno(Pare che Maldraso si fosse presentato alle porte della città in pace, ma appena i cittadini di Lisbona lo fecero entrare, con i suoi uomini, si diede al saccheggio).
Nel corso del 458 il re Framta morì, per cui Maldraso si trovo a regnare da solo, senza oppositori.
Secondo Isidoro di Siviglia i seguaci di Framta seguirono Ricimondo (Nec mora Frantan mortuo Sueui qui cum eo erant Reccimundum sequuntur), ma vi fu pace con Maldraso (cum Maldra pace inita).
Secondo il vescovo Idazio, Maldraso fece uccidere il proprio fratello di cui non si conosce il nome, continuandole incursioni in Lusitania.
Maldraso, come conferma Idazio fu assassinato, nel febbraio del 460, pare da uno del suo seguito, e, secondo Isidoro di Siviglia, gli fu tagliata la gola (Maldra autem tertio regni anno a suis iugulatur).

A Maldraso succedette Remismondo, che secondo Isidoro di Siviglia era figlio di Maldraso, ma altre fonti lo negano.

## Matrimonio e figli
Della moglie di Maldraso non si conoscono né il nome né gli ascendenti, che, a detta di Isidoro di Siviglia, gli diede un figlio:
- Remismondo (?-469), re dei Suebi di Gallaecia.

### Fonti primarie
- (LA)  #ES Isidori Historia Gothorum, Wandalorum, Sueborum.
- (LA)  #ES Idatii episcopi Chronicon.
- (LA)  #ES Giordane, De origine actibusque Getarum.

### Letteratura storiografica
- Ludwig Schmidt e Christian Pfister, I regni germanici in Gallia, in Storia del mondo medievale, vol. I, 1999,  pp. 275-300.
- Ludwig Schmidt, I suebi, gli alani, e i vandali in Spagna. La dominazione vandalica in Africa 429-533, in Storia del mondo medievale, vol. I, 1999,  pp. 301-319.
- Ernst Barker, L'Italia e l'occidente dal 410 al 476, in Storia del mondo medievale, vol. I, 1999,  pp. 373-419.
- (ES)  Hispania tardoantigua y visigoda
- (ES)  Ideología, simbolismo y ejercicio del poder real en la monarquía visigoda